# Junta Real de Obras y Bosques
La Junta Real de Obras y Bosques fue una institución de la Corona de Castilla, creada por Carlos I en 1545 que tenía competencias sobre las distintas residencias de los monarcas españoles.

## Historia
Fue creada en 1545 por Carlos I, aunque algunos autores suponen un interés directo de Felipe II, entonces príncipe. 
Tras ser vaciada de competencias en 1754, tras la caída de Ensenada y la reorganización de las secretarias de Estado y Despacho, es suprimida finalmente por Carlos III por Real Cédula de 24 de noviembre de 1768.

## Composición
Componían la junta: el presidente del Consejo de Castilla, el Mayordomo Mayor, el Caballerizo Mayor, el Montero Mayor, el alcaide del Buen Retiro, el presidente del Consejo de Hacienda, el Cazador Mayor, el confesor del Rey, el decano de la Cámara de Castilla y un consejero de Castilla. 
En ocasiones a la Junta concurrían en función de las materias tratadas, los alcaides de las distintas residencias reales. 
El personal de la Junta se componía del secretario, el fiscal, el agente fiscal, el relator, el escribano de cámara, el contador de la razón general, un alguacil y un portero.

## Funciones
Contaba con funciones administrativas relacionadas con el nombramiento de alcaides y personal de los sitios bajo su jurisdicción, así como con funciones jurisdiccionales. Era la máxima autoridad judicial en los reales sitios bajo jurisdicción.